# Chrysophtharta flavolimbata
Chrysophtharta flavolimbata es un coleóptero de la familia Chrysomelidae.
Fue descrita científicamente en 2003 por Daccordi.